# Wilhelm Sterk
Wilhelm Sterk (né le 28 juin 1880 à Budapest – mort probablement le 11 octobre 1944 à Auschwitz) est un librettiste autrichien.

## Biographie
Wilhelm Sterk passe sa jeunesse à Vienne et devient librettiste. Entre 1907 et 1937, il écrit de nombreux livrets et des textes de chansons pour des compositeurs comme Leo Ascher, Edmund Eysler, Richard Fall, Leon Jessel, Georg Jarno, Karl Loube, Rudolf Nelson, Robert Stolz et Carl Michael Ziehrer.
Sterk travaille souvent avec l'acteur et humoriste Fritz Grünbaum. Ils écrivent, outre des textes pour le cabaret Hölle, des comédies et des revues. La pièce Dorine und der Zufall est adaptée au cinéma en 1928 par Fritz Freisler.
Sterk écrit aussi des livrets avec Friedrich Liebstoeckl, Fritz Löhner-Beda, Ernst Steffan, Rudolf Österreicher et Alfred Maria Willner.
Il est aussi parolier. Il collabore avec les compositeurs Willy Engel-Berger et Artur Marcell Werau.
Beaucoup de compositeurs qui travaillent avec Sterk sont aussi d'origine juive, beaucoup émigrent lors de l'arrivée au pouvoir des nazis en Allemagne en 1933 et en Autriche en 1938. Sterk se trouve isolé, malgré son apostasie en 1912. Le 5 janvier 1943, il est déporté de Vienne à Terezín, où il participe à des activités théâtrales.
Le 9 octobre 1944, il est déporté à Auschwitz, où il est probablement tué peu de temps après l'arrivée le 11 octobre.

## Œuvres (sélection)
Opérettes
- Der Märchenprinz: Operette in 3 Akten. Livret de Wilhelm Sterk. Musique de Heinrich Berté. 1913.
- Das dumme Herz. Livret de Rudolf Österreicher et Wilhelm Sterk. Musique de Carl Michael Ziehrer. Première le 27 février 1914 au Johann-Strauss-Theater à Vienne.
- Mein Annerl: Operette in 3 Akten. Livret de Fritz Grünbaum et Wilhelm Sterk. Musique de Georg Jarno. Première en 1916 à Vienne.
- Der Favorit: Operette in 3 Akten. Livret de Fritz Grünbaum et Wilhelm Sterk. Musique de Robert Stolz. 1916
- Ein modernes Mädel: Operette in 3 Akten. Livret de Fritz Grünbaum et Wilhelm Sterk. Musique de Leon Jessel, 1918.
- Dorine und der Zufall: musikalisches Lustspiel. Livret de Fritz Grünbaum et Wilhelm Sterk. Musique de Jean Gilbert, 1922.
- Des Königs Nachbarin: Singspiel. Livret de Fritz Grünbaum et Wilhelm Sterk. Musique de Leon Jessel, 1923.
- Agri: Operette in 3 Akten. Livret d'Alfred Maria Willner et Wilhelm Sterk. Musique d'Ernst Steffan. Vienne, 1924
- Pusztaliebchen: Operette in 3 Akten. Livret de Wilhelm Sterk. Musique de Michael Krasznay-Krausz. Premièr le 19 décembre 1924, Johann Strauss-Theater, Vienne.
- Ich hab' dich lieb. Livret de Wilhelm Sterk. Musique de Leo Ascher. 1926.
- Rosen aus Schiras: Operette in 3 Akten. Livret de Fritz Grünbaum et Wilhelm Sterk. Musique de Frank Stafford. 1927.
- Yvette und ihre Freunde: Operette in 3 Akten. Livret de Rudolf Österreicher et Wilhelm Sterk. Musique de Michael Krasznay-Krausz. 1927.
- Es lebe die Liebe!: (Eine Woche Glück). Livret de Wilhelm Sterk (d'après la nouvelle d'Alexander Engel). Musique de Max Niederberger. 1930.
- Die goldene Mühle: Musikalisches Volksstück in drei Akten. Livret de Wilhelm Sterk, avec Hugo Wiener (d'après Karl Costa). Musique de Leon Jessel. 1936.